# Hospital de Sant Pau
Hospital de la Santa Creu i Sant Pau, Det heliga korsets och Sankt Paulus sjukhus tillsammans med Hospital Clinic (universitetssjukhuset) Barcelonas första riktiga moderna allmänna sjukhus. Ritat och uppfört av Lluís Domènech i Montaner mellan 1902 och 1930 upptar det hela 9 kvarter i nordöstra hörnet av Eixample. Sjukhuset var det största av alla byggnadsprojekten under den katalanska modernisme epoken, i juni 2009 flyttade all verksamhet till nybyggda lokaler strax norr om det gamla sjukhuset som istället skall inhysa kontor. 

## Historia
I slutet av 1800-talet saknade Barcelona ett välfungerande allmänt sjukhus. Det heliga korsets sjukhus uppfört på 1400-talet var gammalt, trångt och osanitärt där det låg inklämt i Raval. Efter en brand 1887 som skadade sjukhuset allvarligt togs initiativ till ett nytt sjukhus. En katalansk bankir Pau Gil i Serrà skänkte pengar till ändamålet. Det vinnande bidraget vid en arkitekttävling röstades ned av en läkarkommitté som ansåg att det saknade tillfredsställande lösningar på de sanitära och hygieniska kraven. Istället vände man sig till Domènech i Montaner som fick uppdraget att rita sjukhuset.
Domenèch valde att rita sjukhuset som en trädgårdsstad med friliggande paviljonger i linje med den tidens mest progressiva idéer om hälsovård. Sjukhuset byggdes efter samma principer som man använt sig av vid byggandet av bland annat Hamburgs universitetssjukhus i Eppendorf (1889). Domenèch ansåg att patienterna behövde träd, frisk luft, färg och behaglig miljö för ett behagligt tillfrisknande. För att undvika de beklämmande labyrintliknande miljöer som var vanligt på stora sjukhus valde han att gräva ned alla underhållsavdelningar och förbindelsegångar för att på så sätt dölja dem. Genom att separera avdelningarna till små paviljonger kunde man isolera infektionsdrabbade patienter och samtidigt skapa en bykänsla. Väldigt mycket energi lades ned på att skapa en trivsam miljö för patienterna i form av konstnärliga utsmyckningar, flera av Barcelonas främsta skulptörer och konstnärer deltog i byggandet av sjukhuset. Domènech trodde starkt på konstens helande kraft, hans son som slutförde sjukhuset berättade följande angående sjukhusets utsmyckningar:
Även enkla material förädlades...om man satte samman dem med något dyrbarare material...till och med i små mängder...fick det hela föremål att se dyrbart ut...vilket var förvånande med tanke på kostnaden...så var det med Hospital de Sant Pau...där han ansåg att allting som kunde skänka en känsla av välbefinnande åt de sjuka också var en form av behandling
Efter tio år tog pengarna slut och arbetet fortsatte därefter med hjälp av donationer. Den ursprungliga ritningen i form av ett kryss slutfördes aldrig, av de ursprungliga 48 paviljongerna slutfördes bara 17. Mot slutet av sitt liv kunde Domènech inte medverka utan hans son övertog slutförandet av sjukhuset.

## Kuriosa
Ett nära på identiskt sjukhus byggt efter exakt samma principer uppfördes parallellt (1898-1908) i staden Basurto i Bilbao (Bilbaos allmänna sjukhus), även detta sjukhus är byggt i Jugend arkitektur, dock i den lokala baskiska varianten.
- Wikimedia Commons har media som rör Hospital de Sant Pau.